# Расписные синички
Расписны́е сини́чки (лат. Leptopoecile) — род воробьиных птиц из семейства длиннохвостых синиц (Aegithalidae). Род когда-то принадлежал семейству славковых, однако анализ митохондриальной ДНК показал, что ближайшими родственниками рода являются длиннохвостые синицы. 

## Классификация
Международный союз орнитологов относит к роду 2 вида:
- Leptopoecile elegans Przewalski, 1887 — Хохлатая расписная синичка[1]
- Leptopoecile sophiae Severtsov, 1873 — Расписная синичка, или обыкновенная расписная синичка